# Kremlin de Kazan
Pour les articles homonymes, voir Kremlin (homonymie).
Le kremlin de Kazan (en russe : Казанский кремль , Kazanski kreml' ; en tatar : Казан кирмәне, Qazan kirmäne) est le kremlin historique principal du Tatarstan, dans la ville de Kazan. Il fut construit sous les ordres d'Ivan IV, à l'emplacement des ruines de l'ancien château des khans de Kazan. Il est inscrit sur la liste du patrimoine mondial de l'UNESCO depuis 2000.

## Histoire

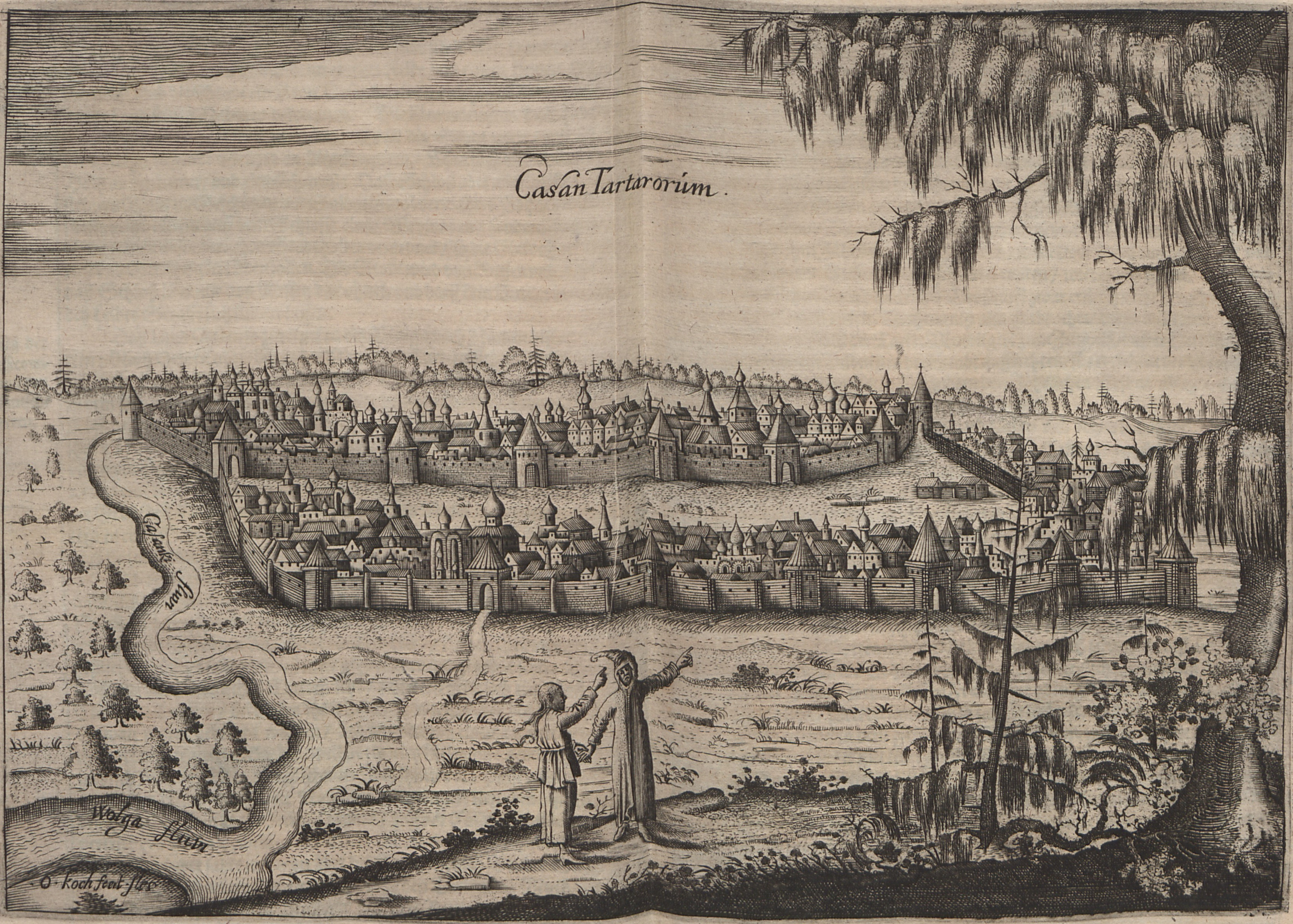
Kremlin de Kazan, 1630

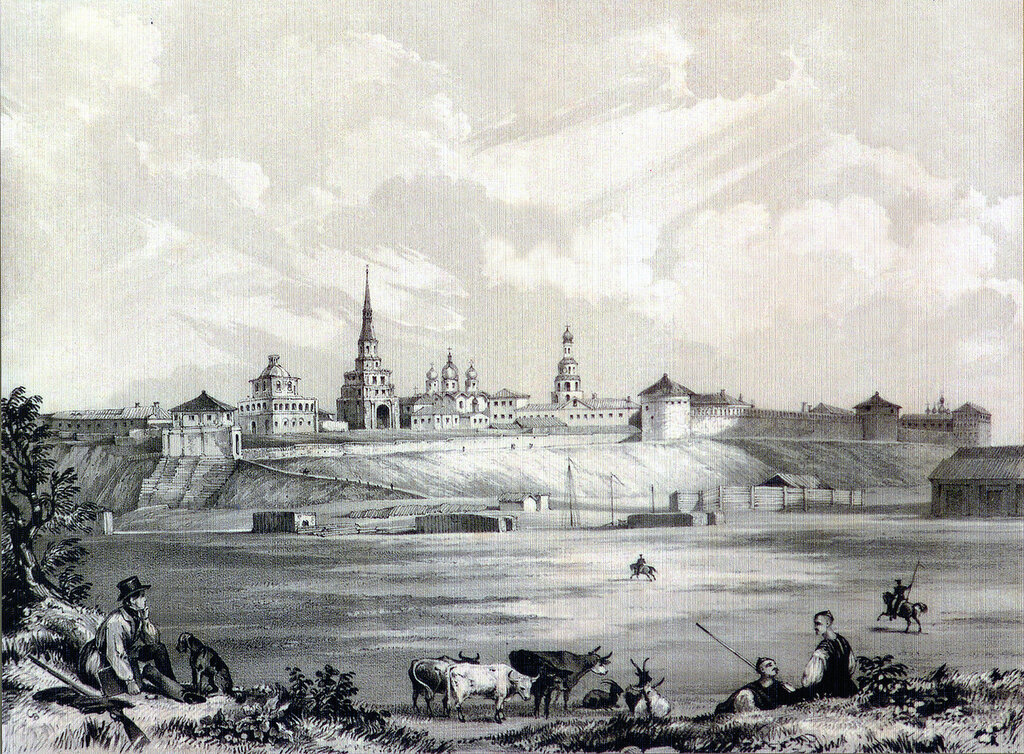
Kremlin de Kazan, 1839

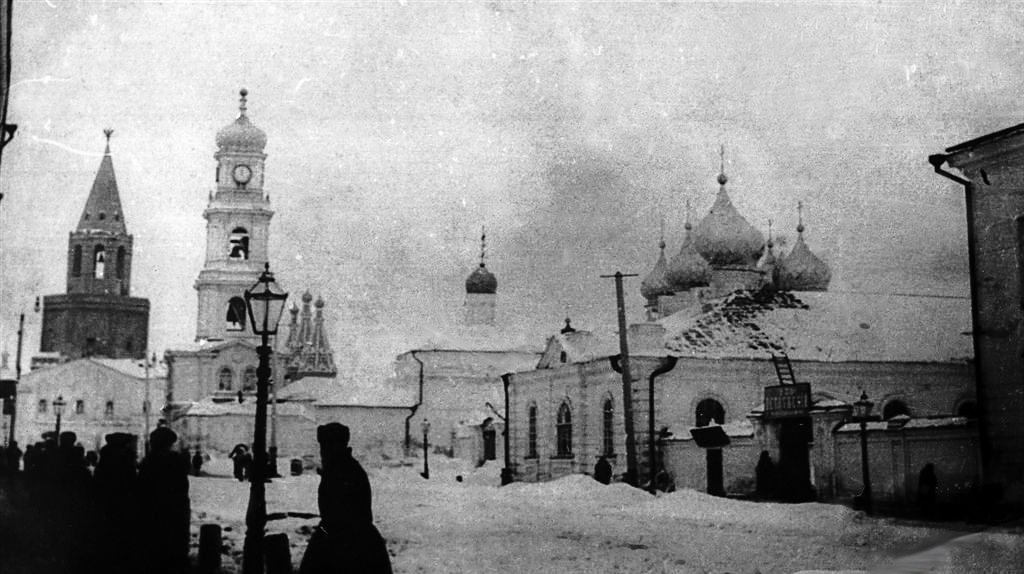
Monastère de la Transfiguration, XIX

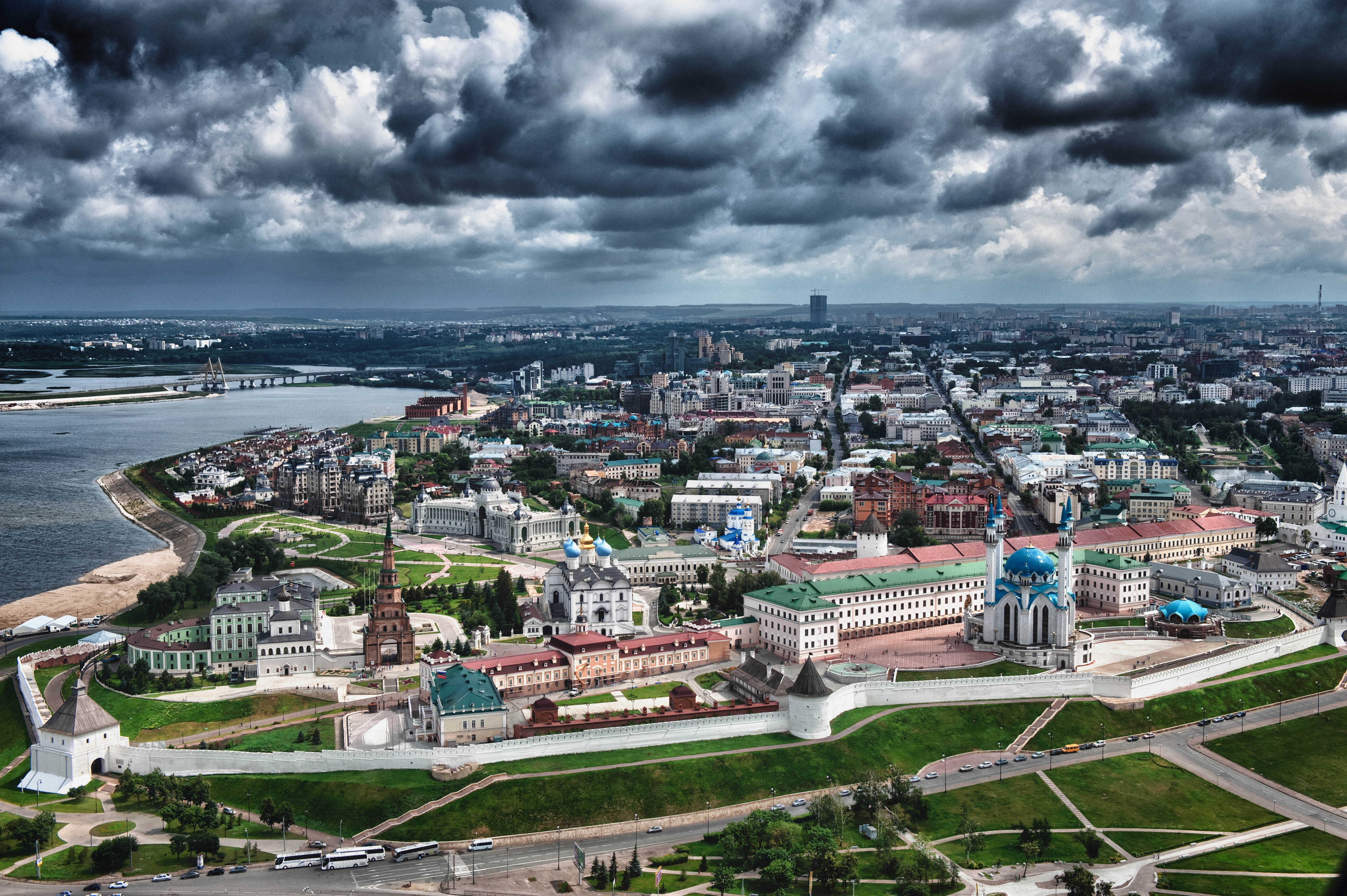

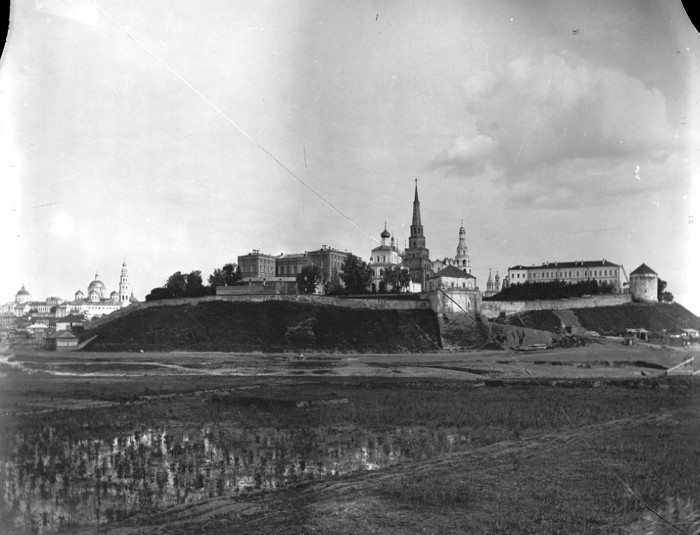
Kremlin de Kazan, 1911

Le kremlin de Kazan abrite plusieurs vieux édifices, le plus ancien étant la cathédrale de l'Annonciation (1554-1562), la seule église russe du XVIe siècle ayant six trumeaux et cinq absides. Comme beaucoup d'autres édifices à Kazan de cette période, elle a été construite à partir du grès pâle de la région et non de briques. Elle serait l'œuvre de l'architecte semi-légendaire Postnik Yakovlev, mais c'est purement spéculatif. Le beffroi de la cathédrale fut érigé en cinq étapes selon les ordres du tsar Ivan IV ; il imite le clocher d'Ivan le Grand du kremlin de Moscou et fut détruit par les Soviétiques en 1930.
L'édifice le plus marquant du kremlin est la tour Söyembikä, qui penche d'un côté et date du règne de Pierre Ier. Une légende lie cette tour à la dernière reine de Kazan. 
Un autre édifice facilement reconnaissable est la tour Spasskaïa, au sud du kremlin, servant d'entrée principale. La tour Spasskaïa est nommée en l'honneur du monastère Spassky, qui était autrefois près du kremlin. Parmi les bâtiments du monastère on trouvait l'église saint Nicolas (années 1560, quatre trumeaux) et la cathédrale de la Transfiguration du Seigneur (années 1590, six trumeaux). Elles furent détruites sous Staline.
Les tours et murs sont blancs ; érigés aux XVIe et XVIIe siècles, ils ont été depuis rénovés. 
On y trouve également la mosquée Qolsharif, récemment reconstruite, et la résidence du gouverneur (1843-1853), œuvre de Constantin Thon, aujourd'hui le palais du président du Tatarstan. Le palais est supposé être construit sur le site du palais des khans. 
Entre le palais présidentiel et la tour Söyembikä on trouve l'église du palais, construite à l'emplacement d'une mosquée.
Le mur septentrional du kremlin est surmonté d'une autre tour, la « Tour secrète », qui doit son nom au puits qu'elle cachait autrefois. Cette tour permet l'accès piéton au kremlin ; les véhicules n'y sont admis qu'en cas d'urgence.
Dans l'enceinte du Kremlin se trouve également une filiale du Musée d'État des Beaux-Arts du Tatarstan appelée Galerie nationale des beaux-arts Khazine ou  Galerie Khazine. Plusieurs tableaux de Nikolaï Fechine, peintre russe émigré aux États-Unis et devenu américain y sont exposés : Portrait de Varia Adoratskaïa (1914) , L'Aspersion(1914), L'Abattoir (1919 ?). 

## Événements récents
L'inauguration de la plus grande mosquée d'Europe, la mosquée Qolcharif, s'est déroulée le 24 juin 2005. Environ 17 000 personnes se rassemblèrent au kremlin pour célébrer l'évènement, et une quarantaine de pays envoyèrent une délégation. L'édifice est construit à l'emplacement de la mosquée principale des anciens khans de Kazan, détruite au XVIIe siècle. Le président du Tatarstan, Mintimer Chaïmiev, prononça ces mots : « la mosquée Qolcharif est un nouveau symbole de Kazan et du Tatarstan... un pont liant... notre passé à notre futur. »
Le décret de restauration de la mosquée ordonnait également la restauration de la cathédrale de l'Annonciation de Kazan, qui avait été soustraite au culte après la révolution russe. Le 21 juillet 2005, jour de célébration de Notre-Dame de Kazan, devant une foule de 10 000 pèlerins orthodoxes, Alexis II et Chaïmiev placèrent dans la cathédrale la copie la plus vénérée de l'icône (dont l'original, dérobé, n'a jamais été retrouvé), rendue à la Russie par le pape Jean-Paul II peu avant sa mort.
En 2005 a été dévoilée la première étape du métro de Kazan, dont un arrêt, Kremlin, à côté du kremlin.

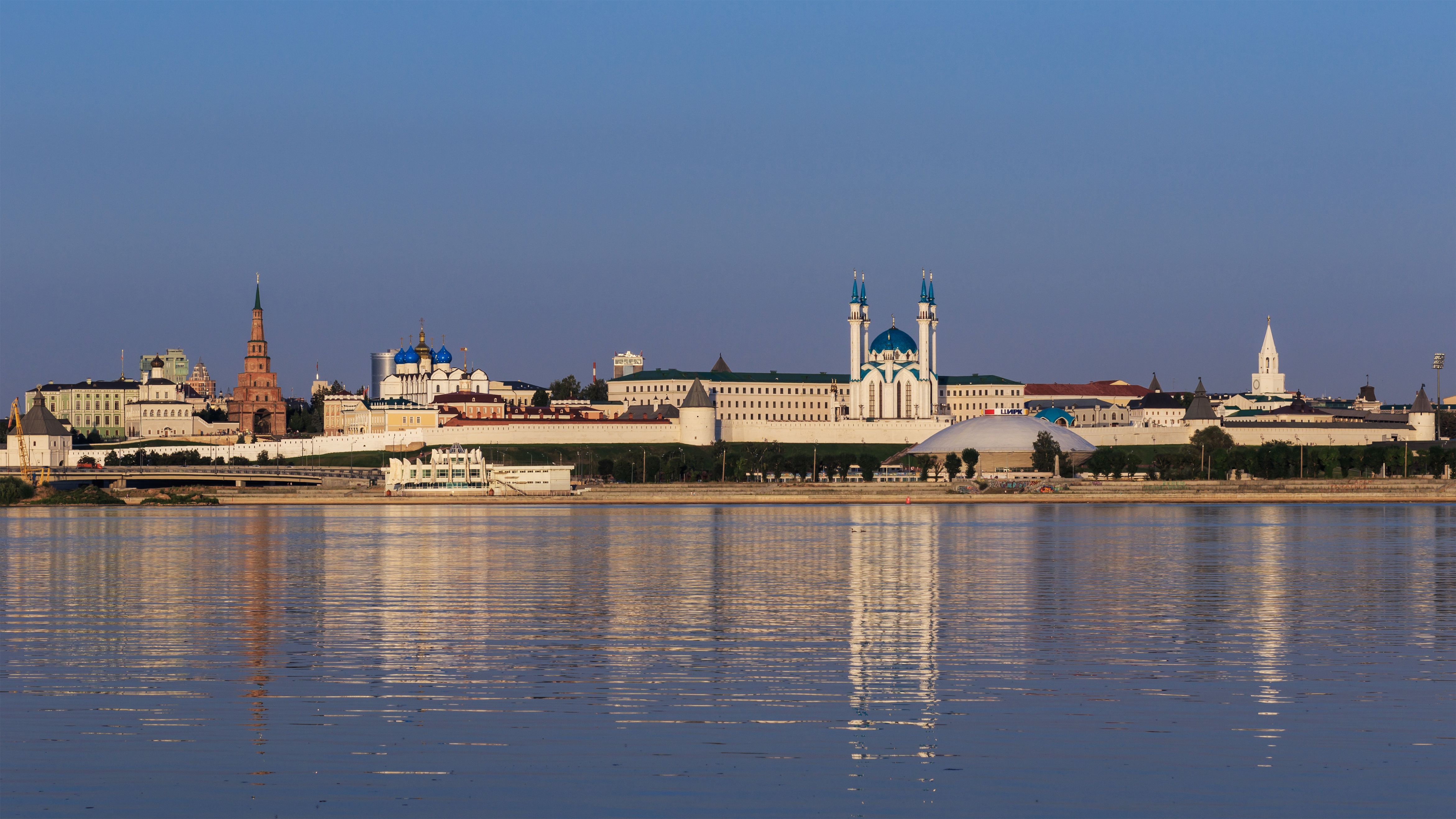
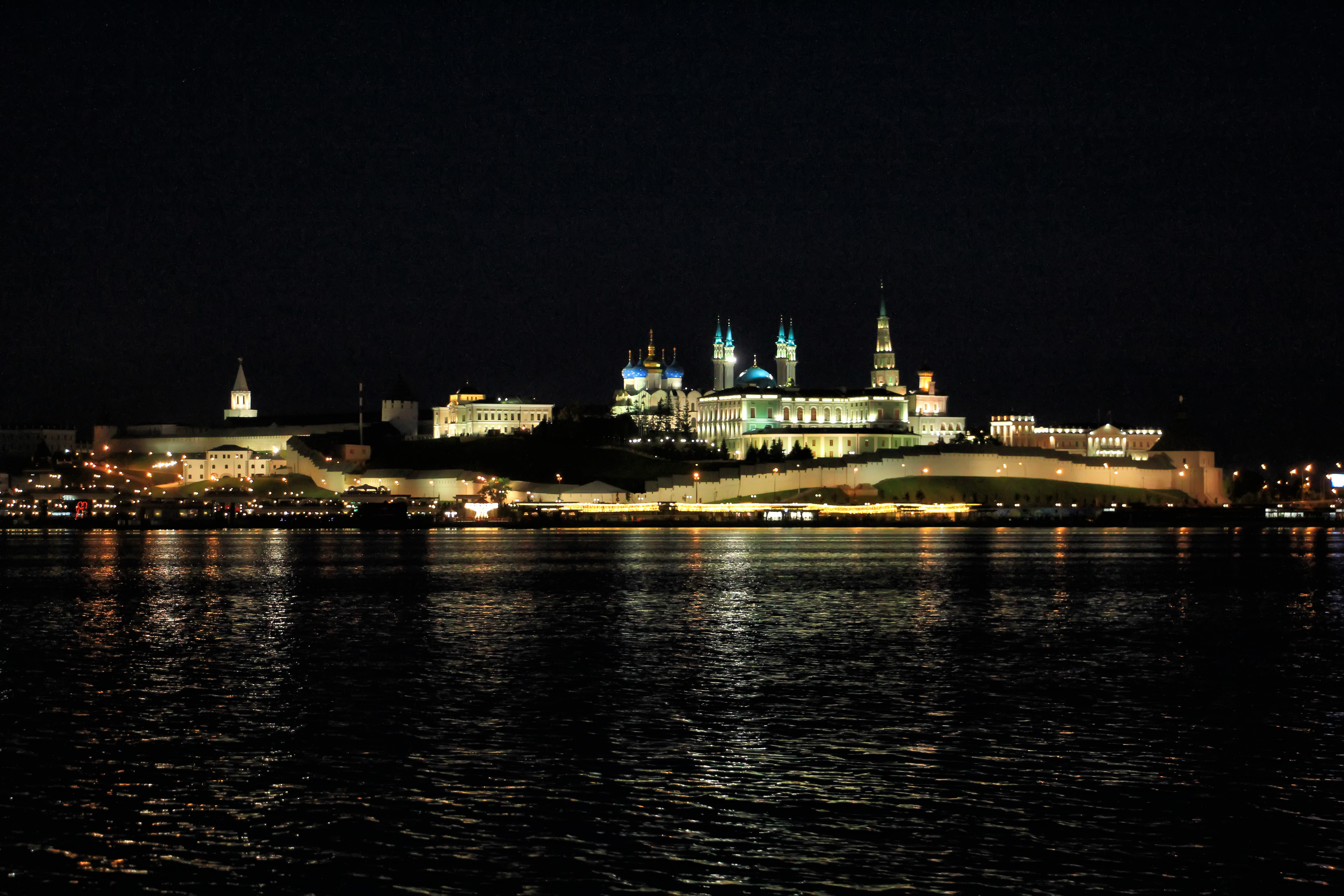

## Objets principaux

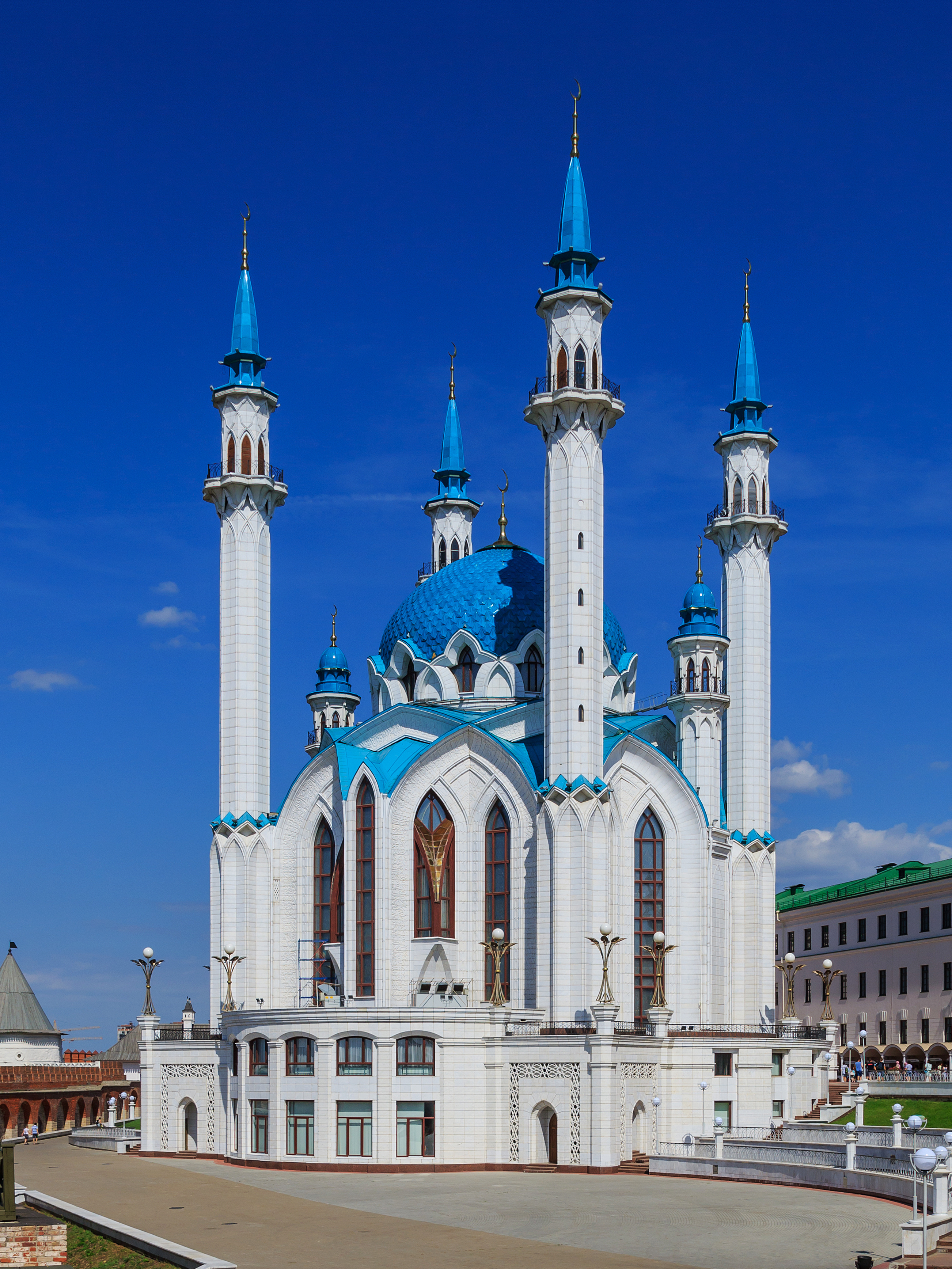
Mosquée Qolsharif (28. du plan)
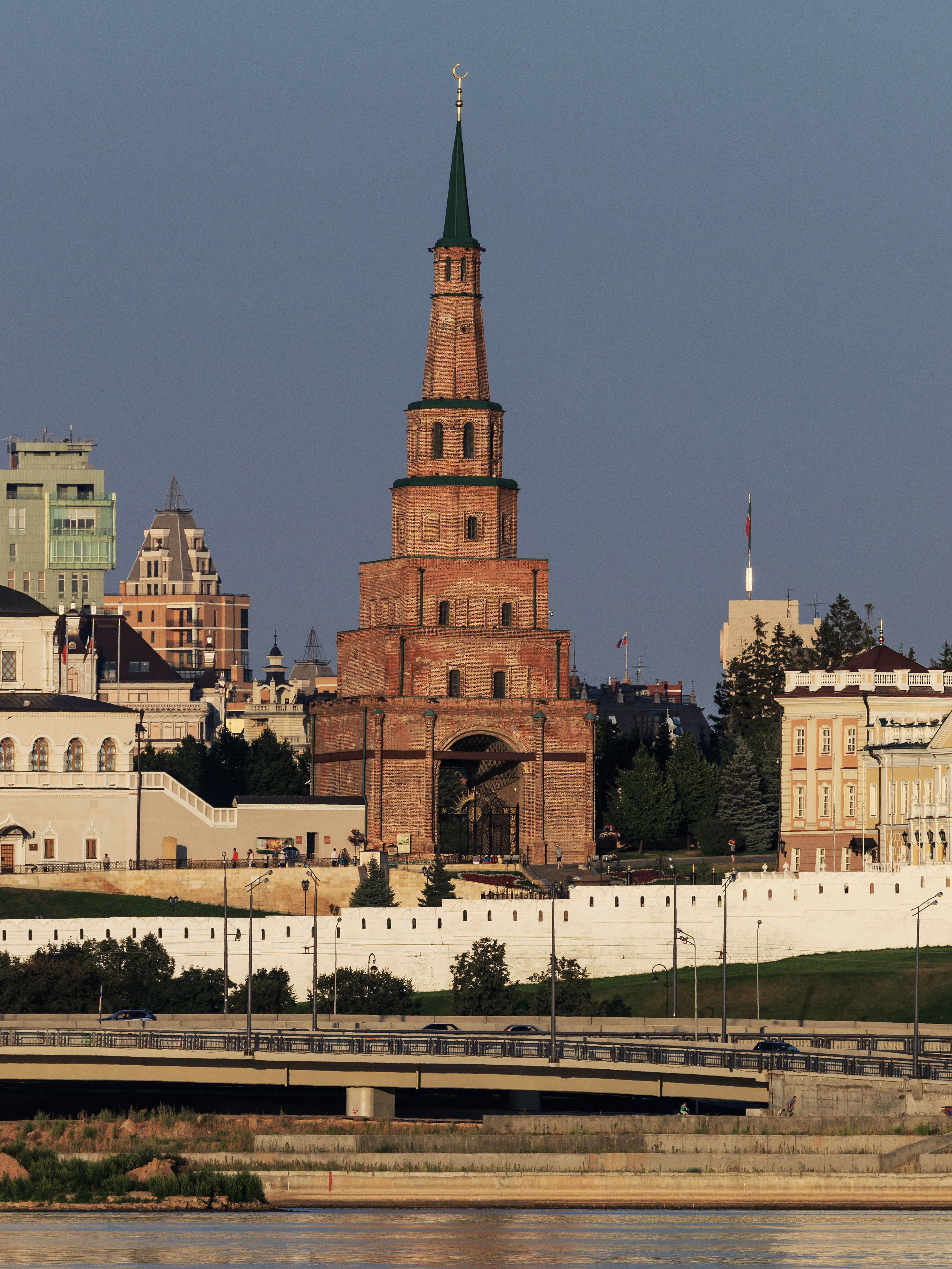
Tour Söyembikä (18. du plan)
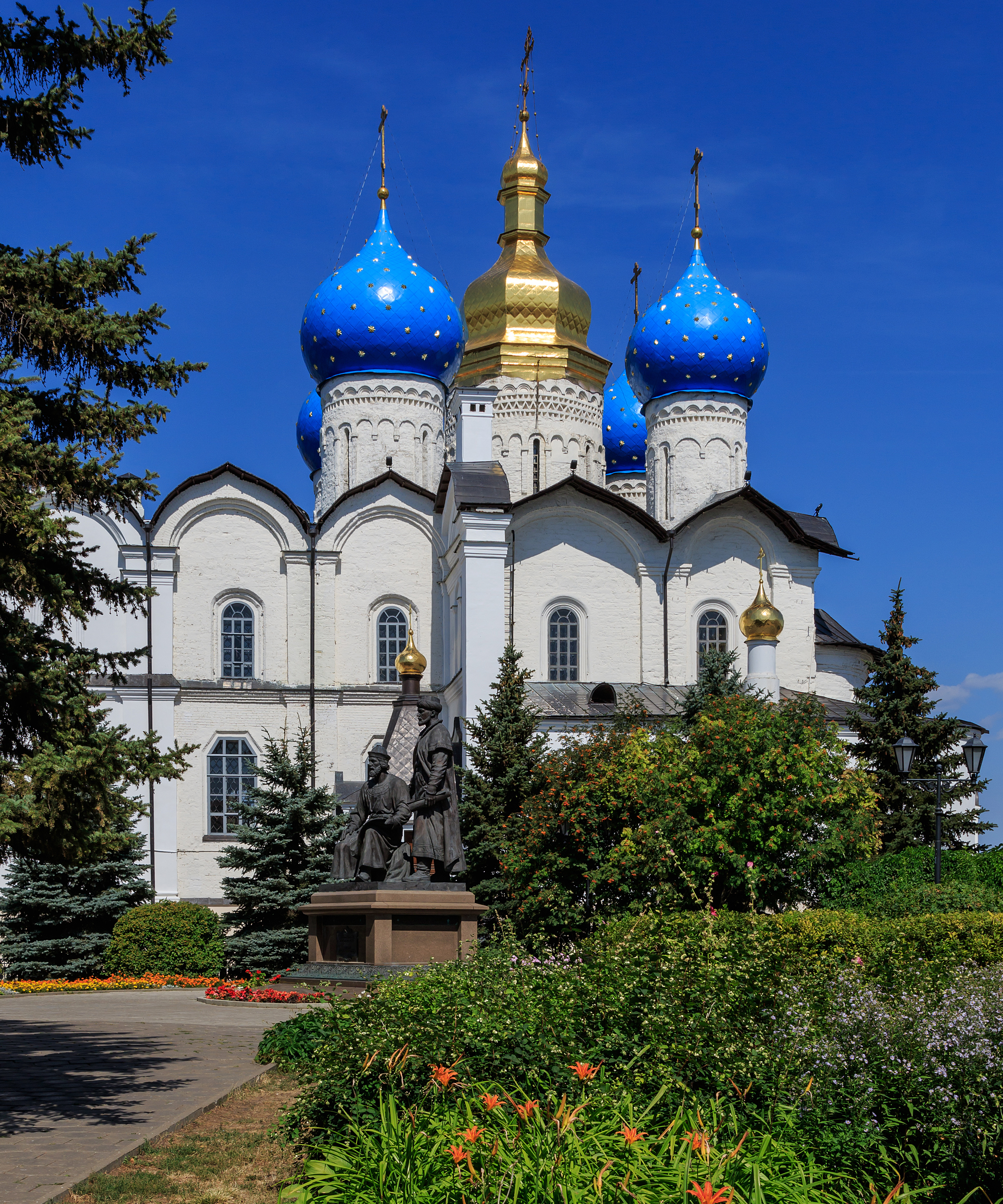
Cathédrale de l'Annonciation (14. du plan)
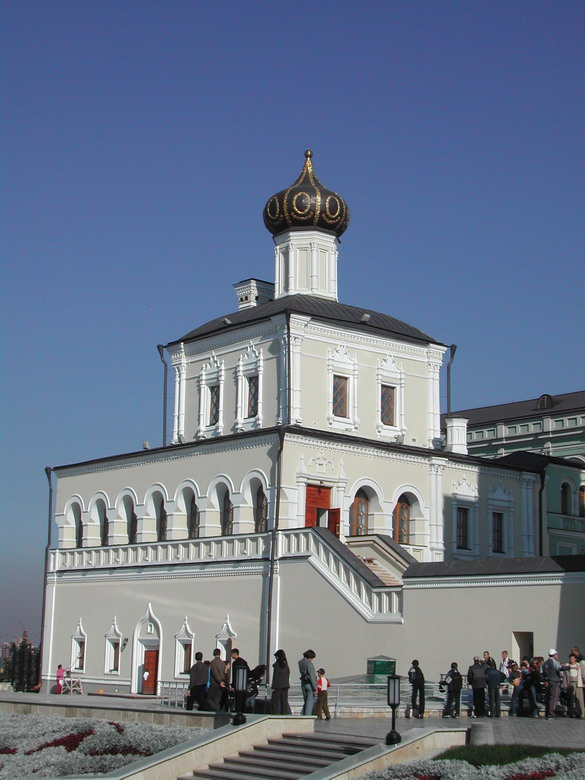
Église du palais (19. du plan)

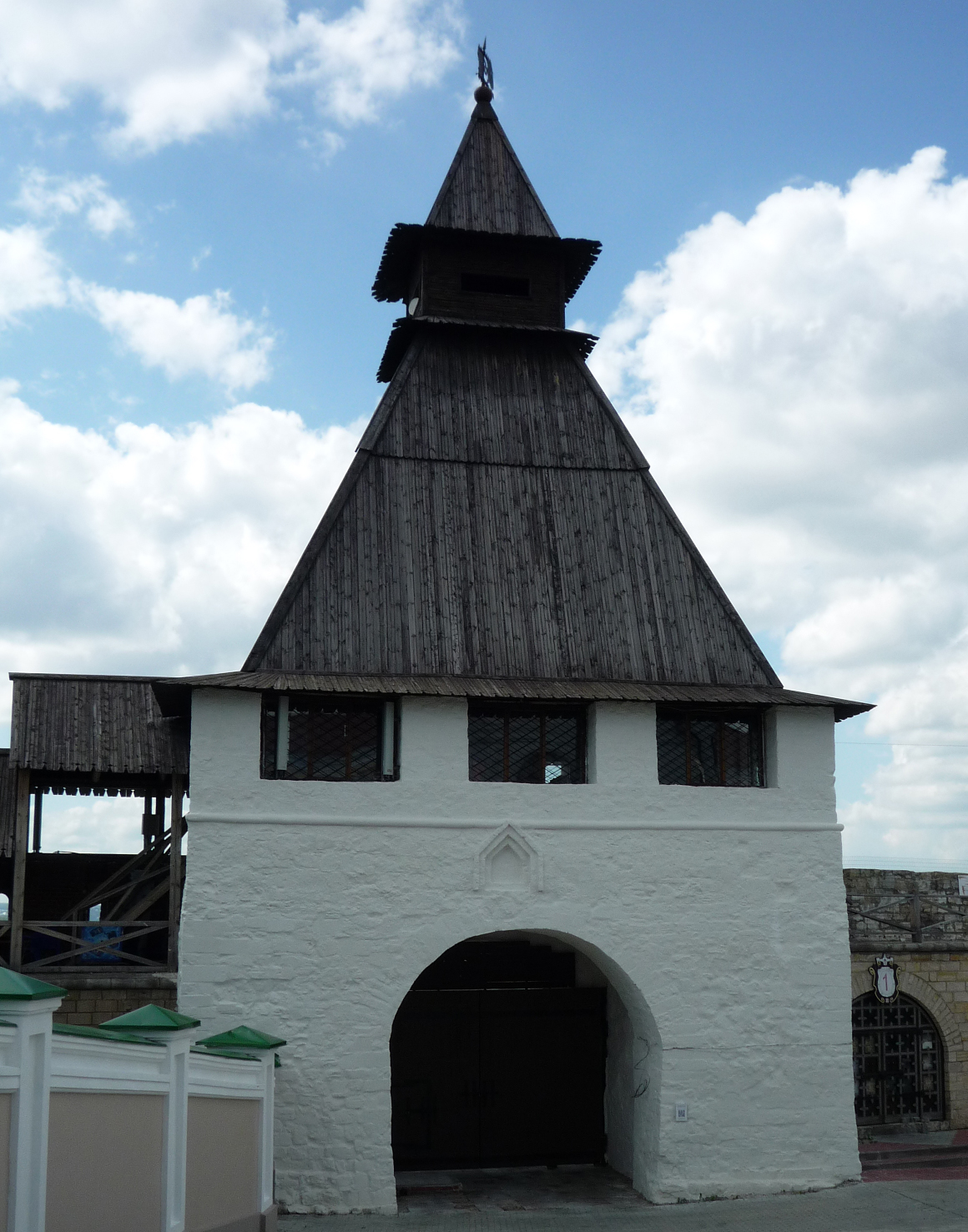
Tour de la Transfiguration (9. du plan)
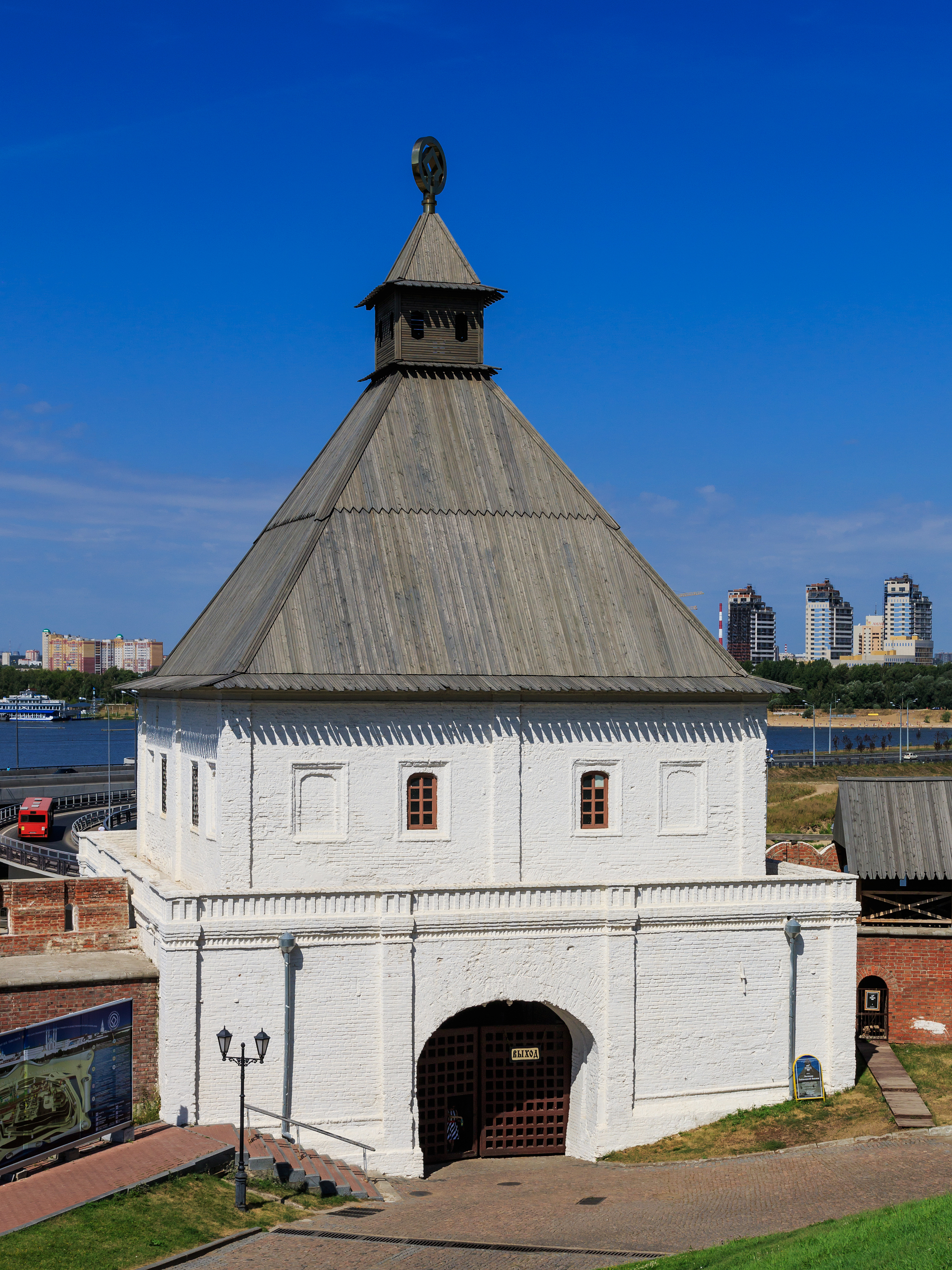
Tour secrète (7. du plan)
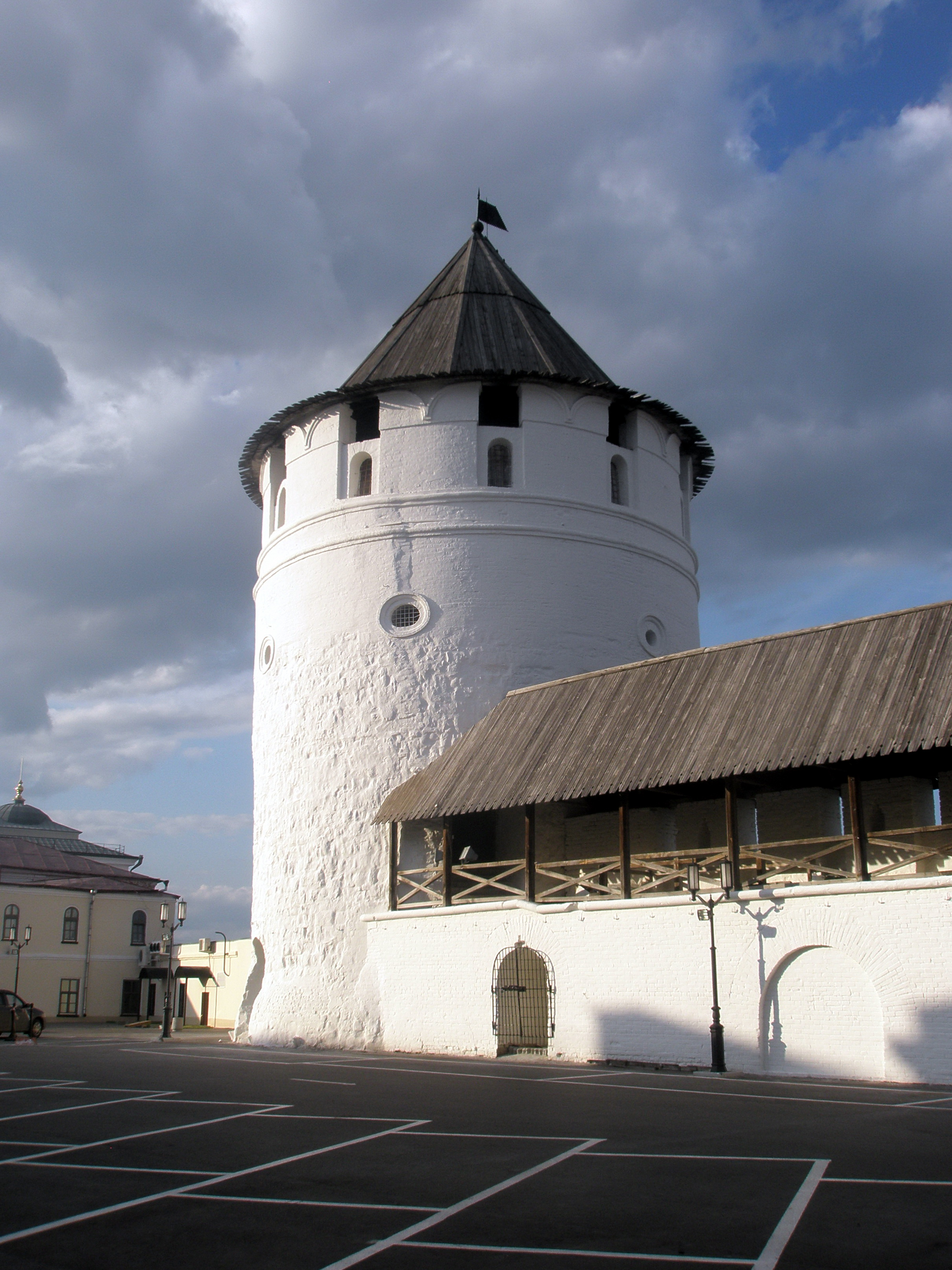
Tour du Consistoire (6. du plan)
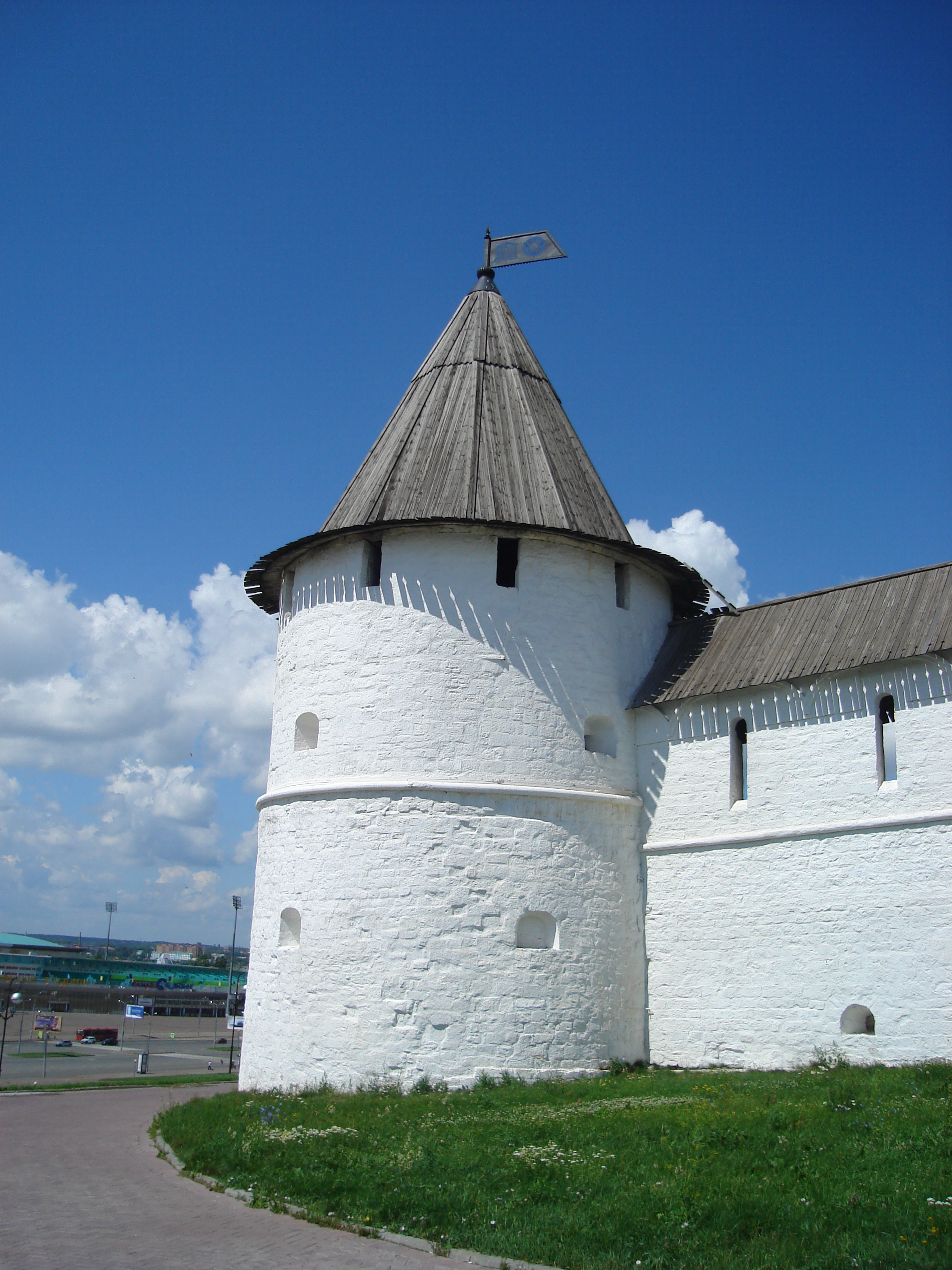
Tour Sud-Ouest (5. du plan)
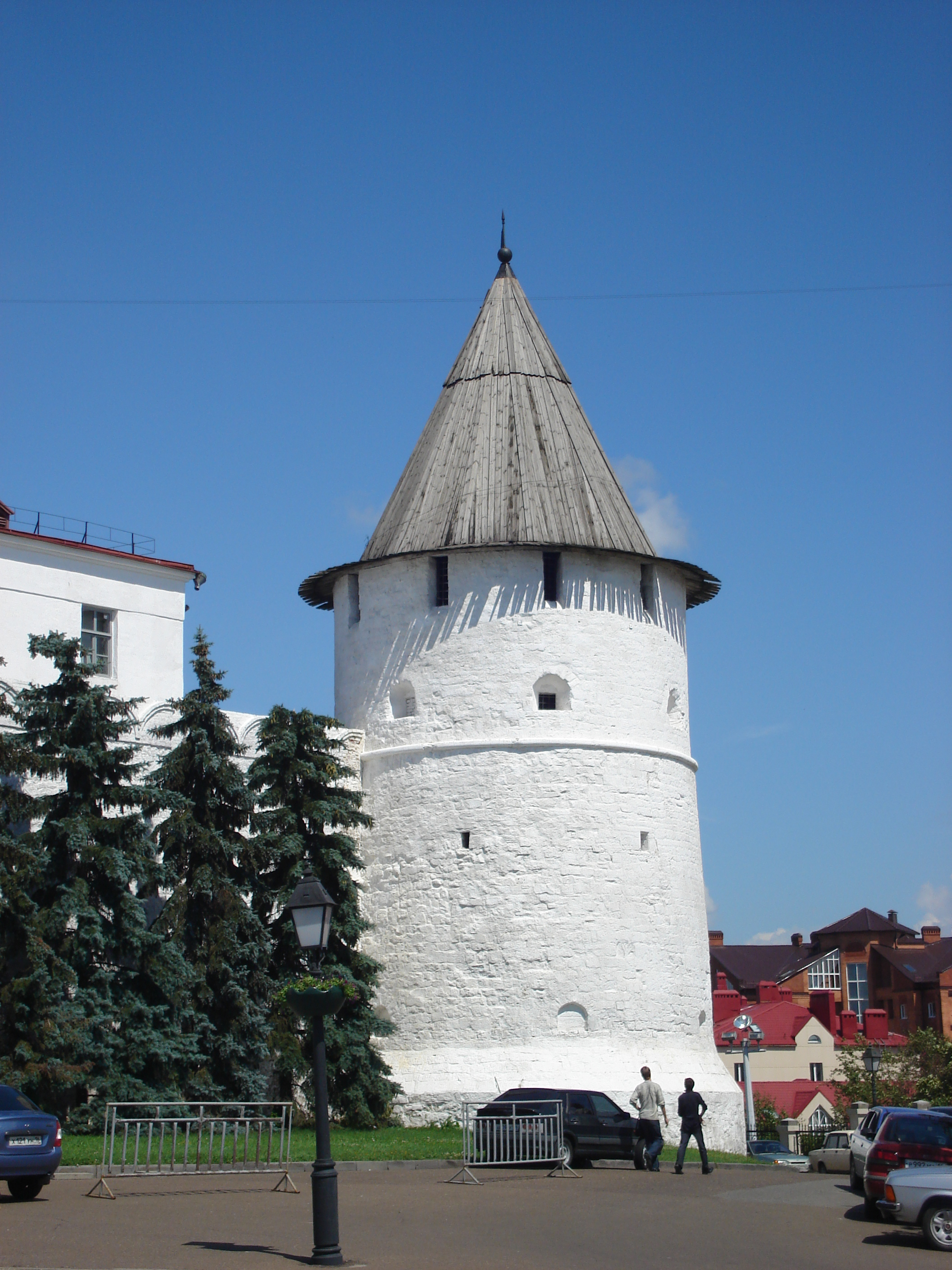
Tour Sud-Est (2. du plan)

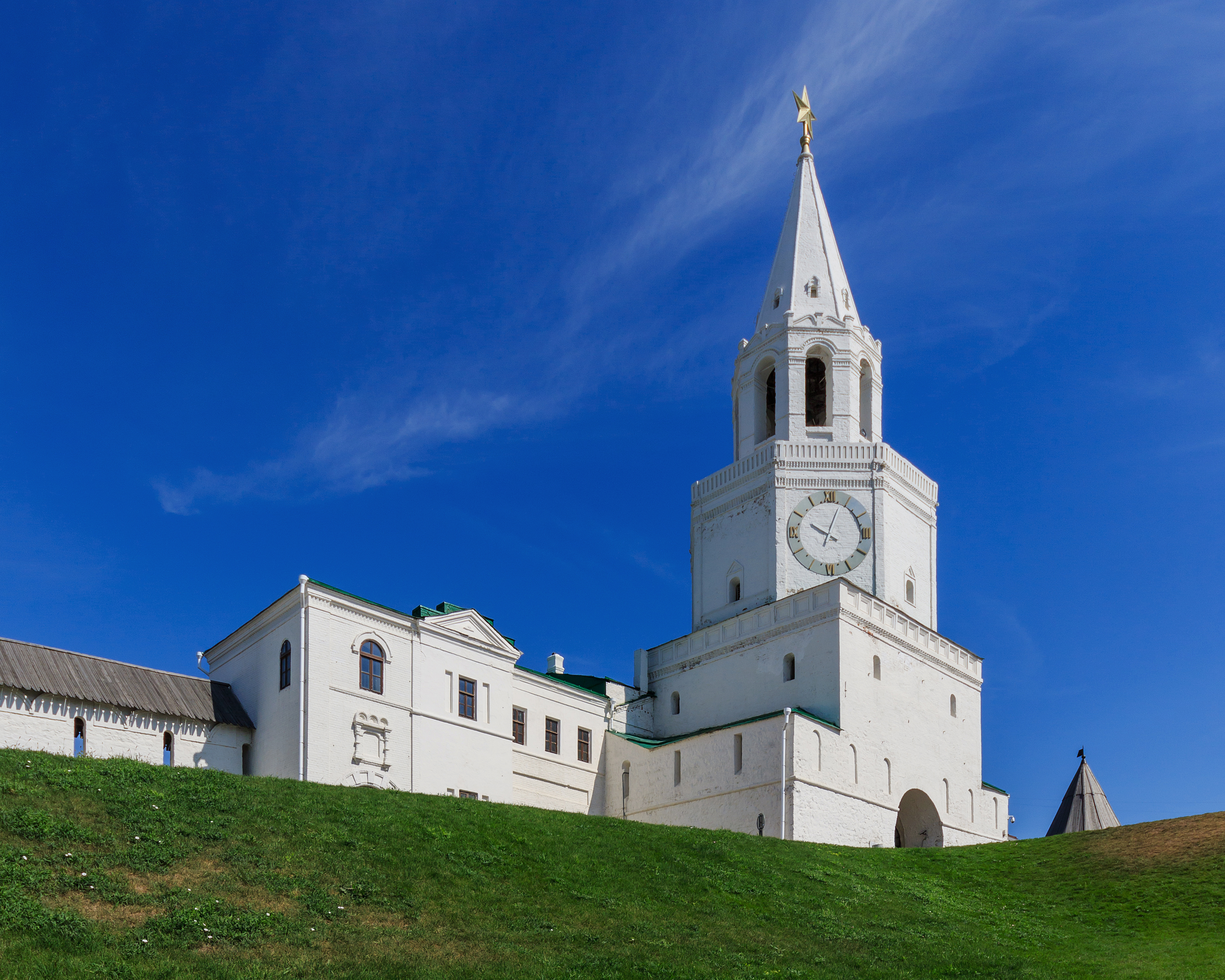
Tour Spasskaïa (1. du Plan)
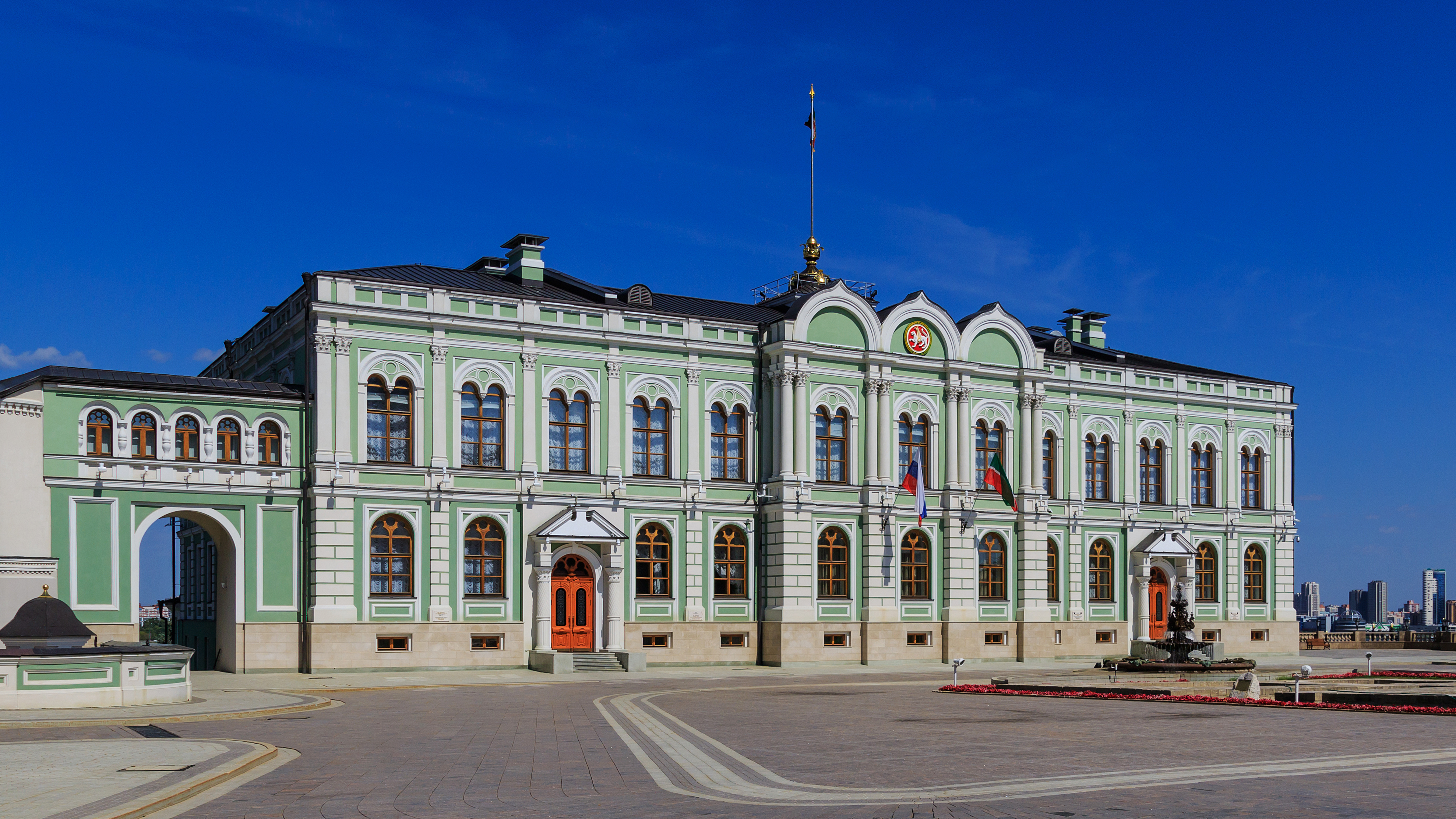
Palais présidenteil (20. du plan)
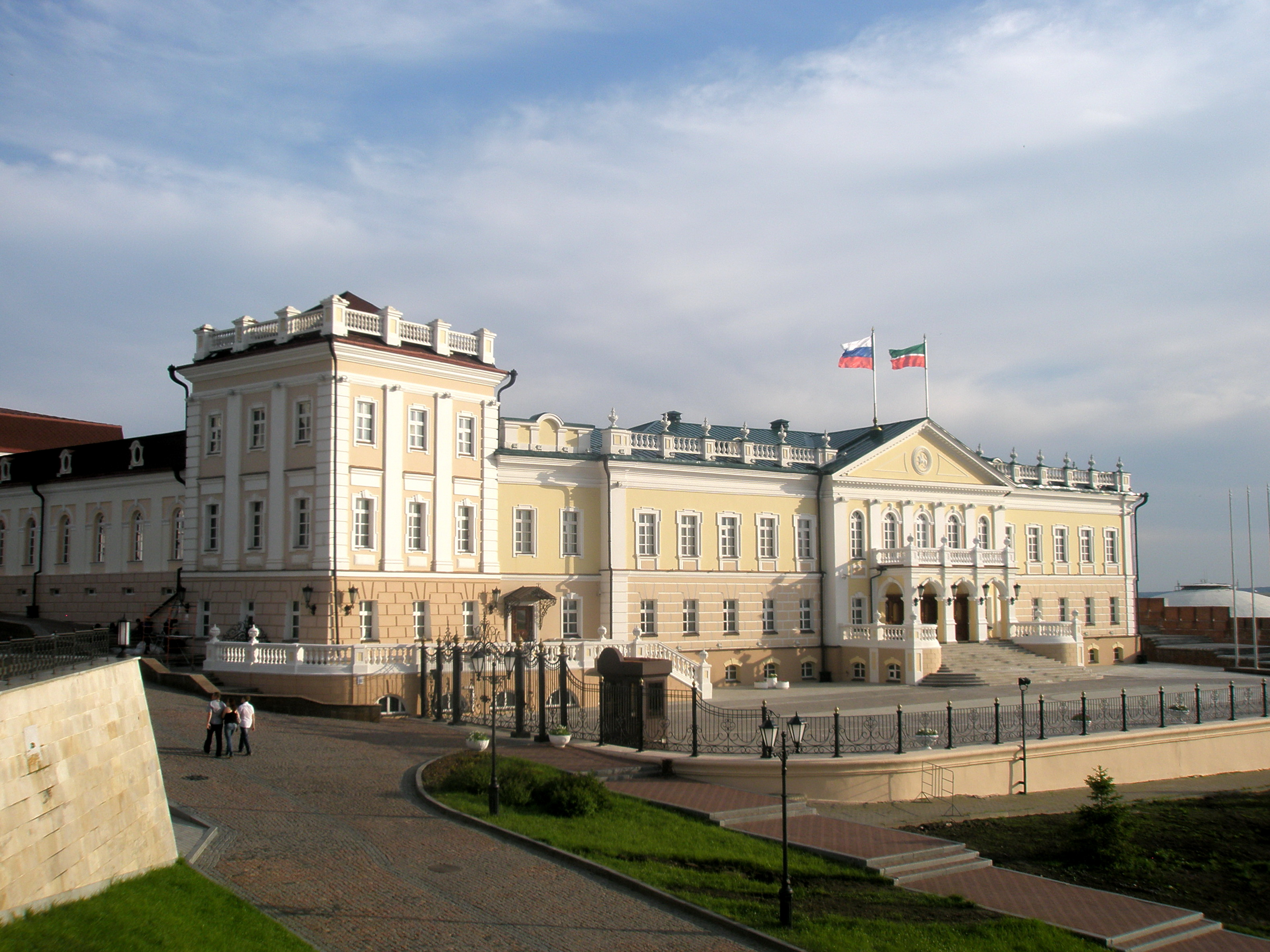
Palais du Consistoire (21. du plan)
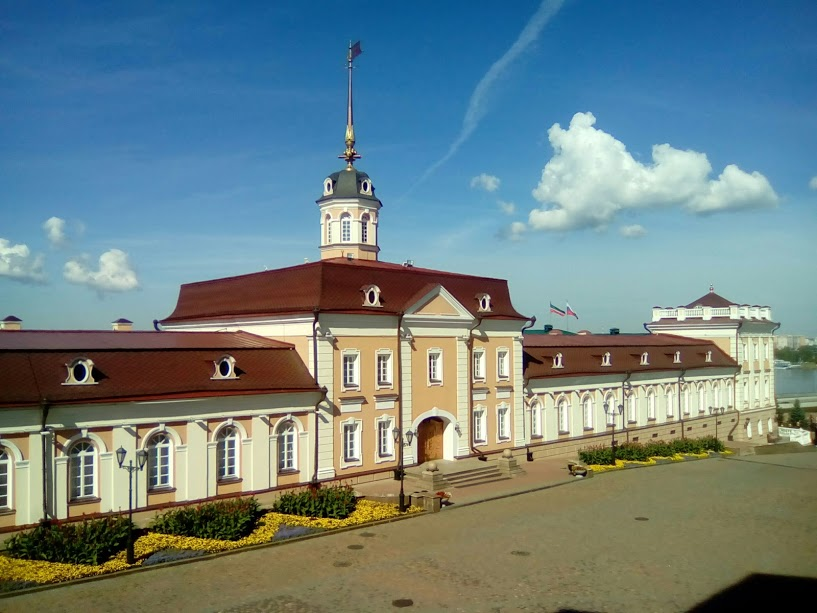
Palais de l'Artillerie (24. du plan)
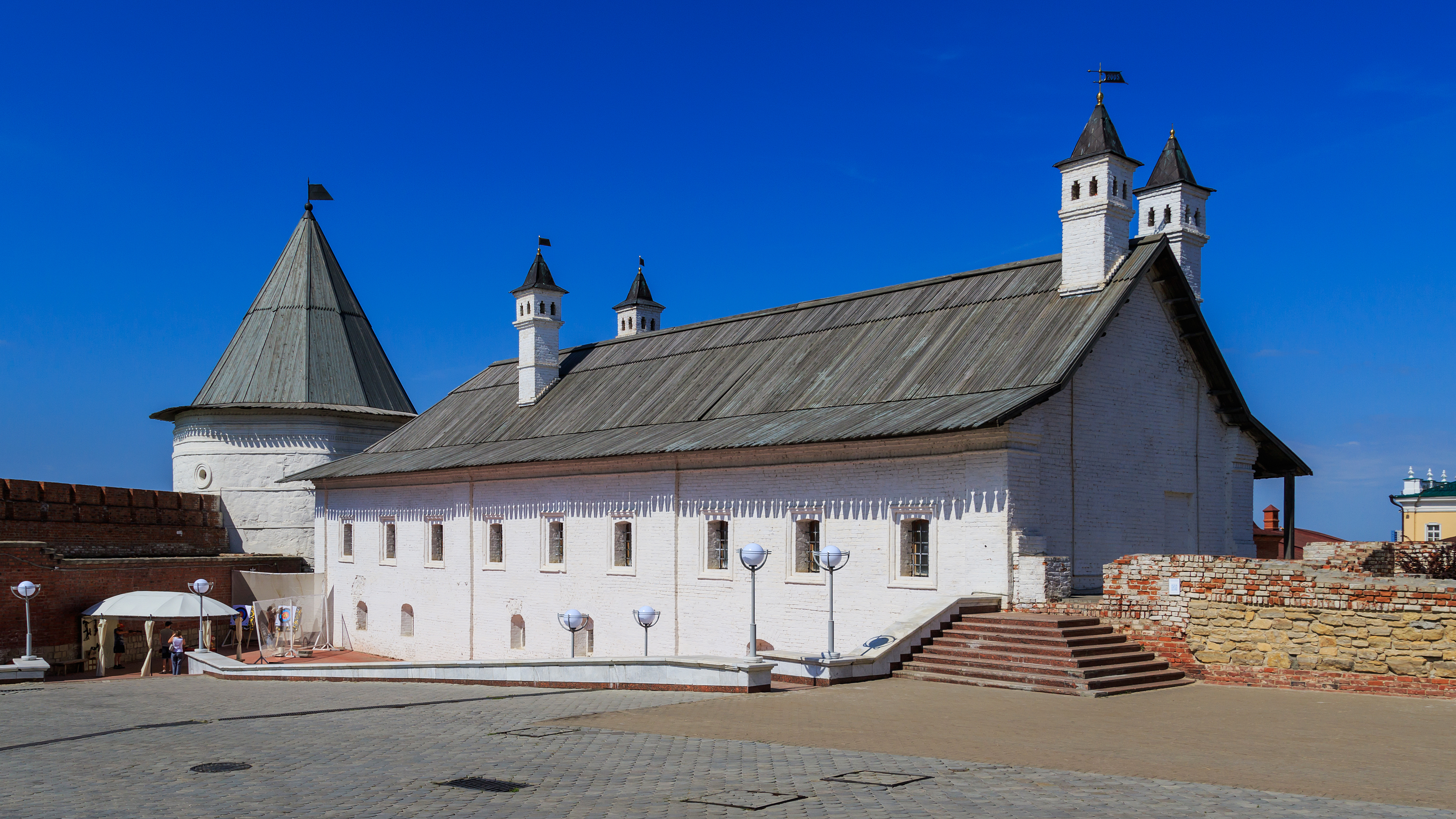
Arsenal (30. du plan)
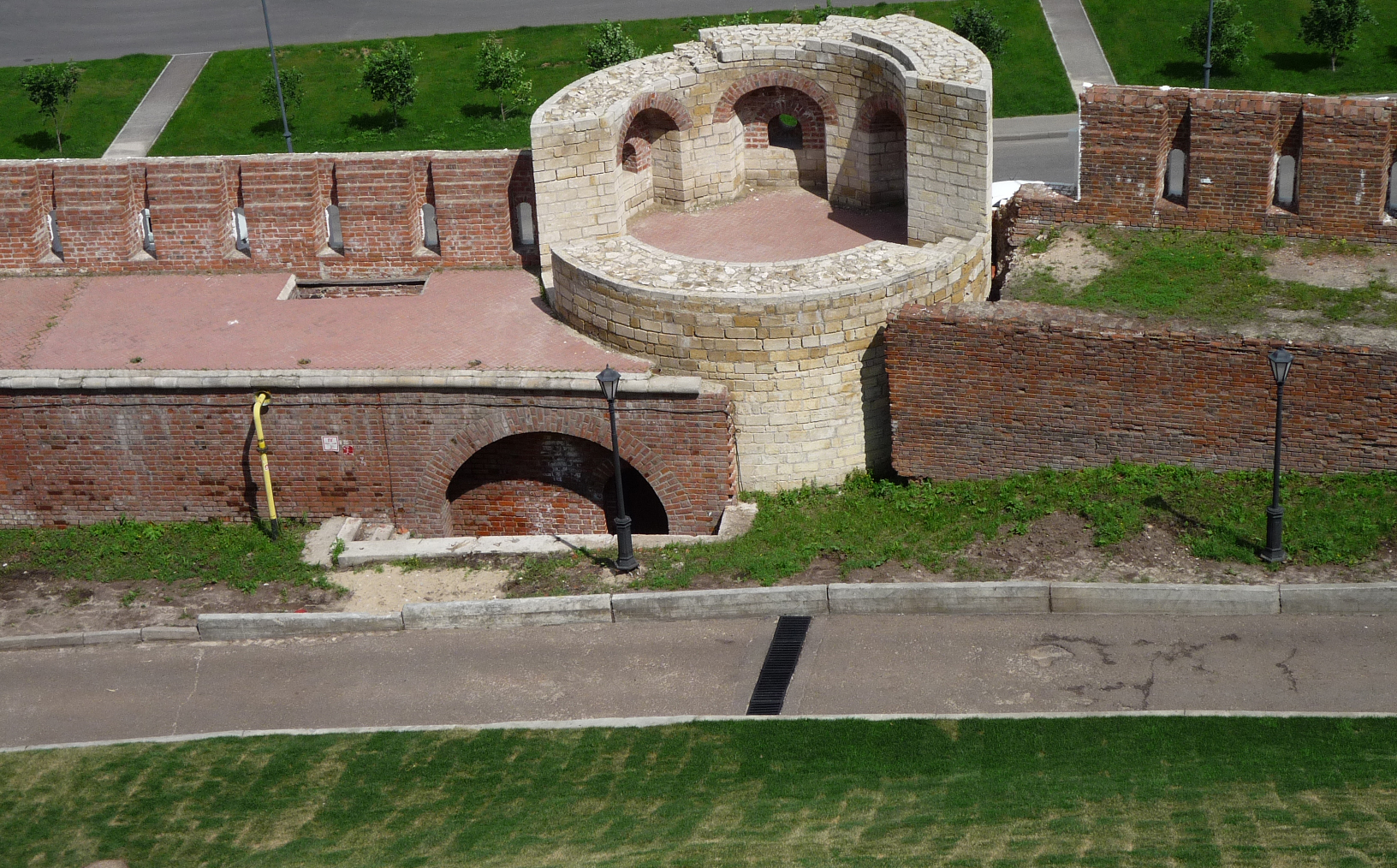
Les remparts (6. du plan)
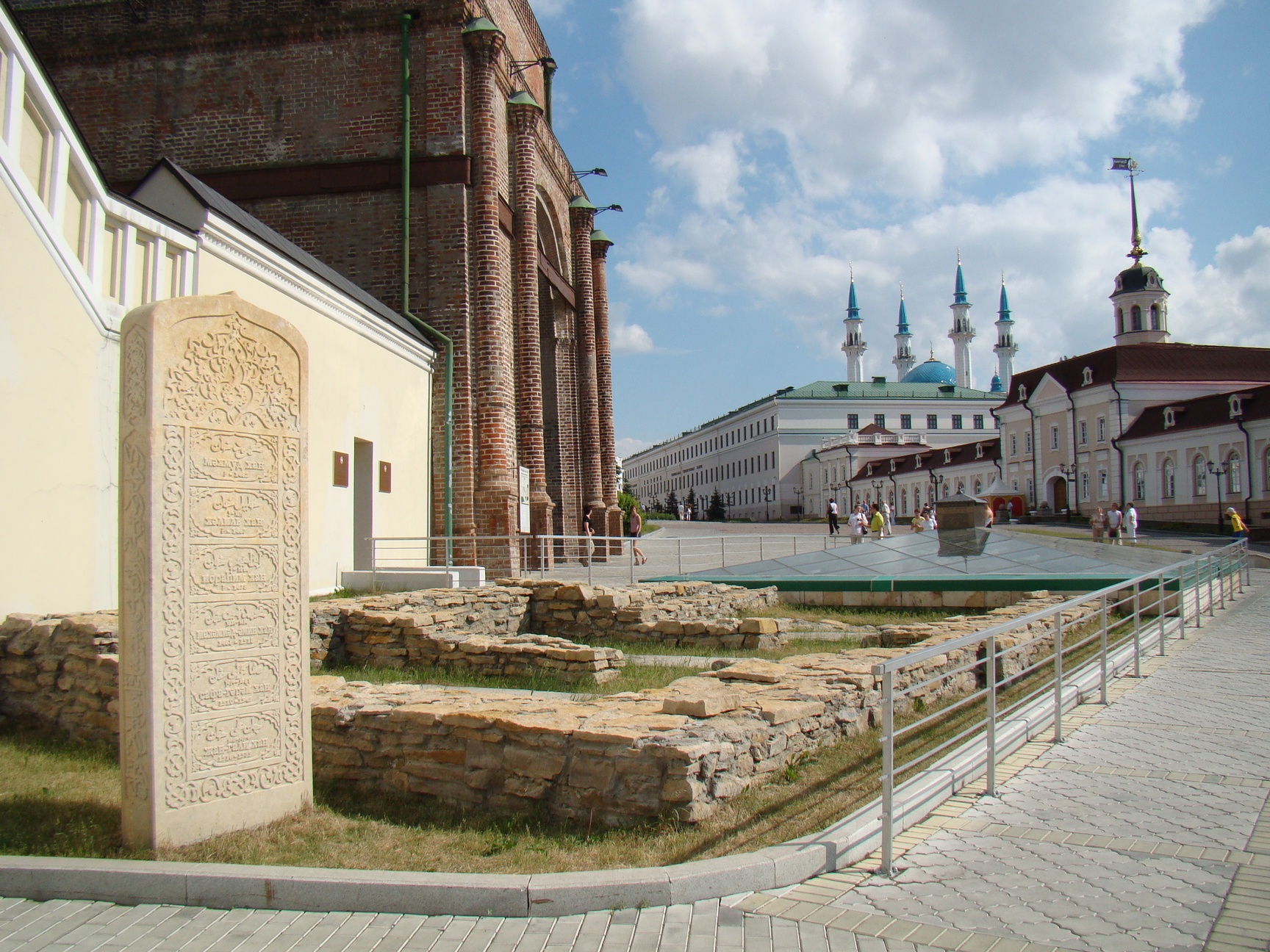
Tombes des khans (18. du plan)